# Retrato de la condesa Antonietta Negroni Prati Morosini niña
Retrato de la contessina Antonietta Negroni Praderas Morosini niña es un cuadro de Francesco Hayez del año 1858 conservado en Milán en la Galería de arte moderno de Villa Real Belgioioso. El cuadro, encargado por el pintor veneciano Alessandro Negroni Praderas Morosini (padre de la condesa Morosini retratada en la obra), forma parte de las colecciones públicas milanesas desde 1935 gracias a la donación de Anna Cristina del Mayno Casati. 

## Descripción
Para este retrato Hayez decidió utilizar algunas fotografías de la condesita para evitarle largas y aburridas sesiones de pose. A pesar de la proximidad tranquilizante de la madre en las fotos utilizadas como modelo de la artista, la expresión de la pequeña revelaba una cierta incomodidad y confusión, que Hayez quiso conservar en el retrato sobre lienzo dando a la pintura una frescura realista anticonvencional frente a los cánones de la época en materia de retrato infantil. A la nitidez de la figura central se complementa un virtuoso ramo de flores, aunque fue poco apreciado por los críticos de la época.

## Posterioridad
El 3 de noviembre de 1982 los Correos Italianos emitieron un sello de 300 liras con el Retrato de la condesita Antonietta Negroni Praderas Morosini niña como homenaje a Francesco Hayez en el marco de la serie de sellos Arte Italiana..